# Paradijswijk/Santa Helena
Paradijswijk/Santa Helena – strefa (zone) w regionie Oranjestad-West w północno-zachodniej części kraju autonomicznego Aruba, należącego do Holandii, w Ameryce Południowej. 1 stycznia 2020 r. liczyła 1860 mieszkańców.   

## Podział administracyjny
W skład strefy wchodzą dwie miejscowości:
- Paradijswijk
- Santa Helena

## Demografia
Strefa liczy 1860 mieszkańców (1 stycznia 2020).
| Kobiety | Mężczyźni |
| ------- | --------- |
| 832     | 1028      |